# بوهريات (إسلي)
بوهريات هي إحدى مشيخات المملكة المغربية، تتبع جغرافيا لعمالة وجدة أنكاد وإداريًا لإسلي. يقدر عدد سكانها بـ 930 نسمة حسب الإحصاء الرسمي للسكان والسكنى لسنة 2004.